# Генеральный совет Сан-Марино
Большой и генеральный совет Сан-Марино (итал. Consiglio Grande e Generale) — однопалатный парламент Сан-Марино. Был создан в начале XIII века и в 1243 году официально принял на себя законодательные функции аренго — собрания всех граждан.

## Избрание
Состоит из 60 депутатов, избираемых по пропорциональной системе в 9 административных единицах страны всеми гражданами в возрасте от 18 лет и старше. При этом депутатские мандаты распределяются по методу Д’Ондта. Заградительный барьер устанавливается путём умножения числа партий, участвующих в выборах, на 0,4 с максимально возможным порогом 3,5%.
Если ни одна партия не получит большинства или две крупнейшие партии не смогут сформировать коалиционное правительство в течение тридцати дней после выборов, будет проведен второй тур выборов между двумя наиболее популярными политическими партиями, политическими коалициями, при этом применяется так называемая бонусная избирательная система при распределении депутатских мандатов для предоставлении политической партии, политической коалиции гарантированного численного депутатского преимущества при формировании правительства.
В 2011 году ПАСЕ заблокировала мандат сан-маринской делегации, так как в её составе было мало женщин. После этого в том же году в Сан-Марино был принят закон, предусматривающий, что не менее трети каждого партийного списка должно отводиться женщинам.

## Функции
Генеральный совет осуществляет законодательные функции, а, кроме того, избирает каждые 6 месяцев капитанов-регентов, Государственный конгресс в составе 10 секретарей, осуществляющий функции правительства страны, Совет XII (верховный суд республики) и Правительственные союзы. Также Генеральный совет утверждает бюджет и ратифицирует внешнеполитические договоры. Он разделён на Совещательные комиссии по 15 человек, которые занимаются разработкой законов.

## Резиденция
Генеральный совет, как и другие органы управления Сан-Марино, находится в Палаццо Публико в городе Сан-Марино.